# Google (компания)
Google LLC (МФА [ɡuːɡl], MWCD /ˈgü-gəl/, по-русски: «Гугл») — транснациональная корпорация из США в составе холдинга Alphabet, инвестирующая в интернет-поиск, облачные вычисления и рекламные технологии.
Google поддерживает и разрабатывает многочисленные интернет-сервисы и продукты (см. список сервисов и инструментов Google) и получает прибыль в первую очередь от рекламы через свою программу Ads. Она считается одной из технологических компаний «большой пятёрки» наряду с Amazon, Meta, Apple и Microsoft.
Компания основана Ларри Пейджем и Сергеем Брином. Впервые она была зарегистрирована как частная компания 4 января 1996 года, а 19 августа 2004 года начала продажу своих акций на фондовом рынке. Тогда Ларри Пейдж, Сергей Брин и Эрик Шмидт договорились о совместной работе в Google в течение двадцати лет, до 2024 года. Заявленной миссией компании с самого начала была «организация мировой информации, обеспечение её доступности и пользы для всех», а неофициальный лозунг компании, придуманный инженером Google Полом Бакхейтом, — «Не будь злом» (англ. Don’t be evil). В 2003 году компания переехала в свою нынешнюю штаб-квартиру в Маунтин-Вью (штат Калифорния). 15 октября 2016 года компания была реорганизована в международный конгломерат Alphabet Inc.
Google управляет более чем миллионом серверов в центрах обработки данных по всему миру, ежедневно обрабатывает более миллиарда поисковых запросов и 24 петабайт пользовательских данных. Быстрый рост Google с момента её основания привёл к появлению большого числа продуктов, не связанных непосредственно с главным продуктом компании — поисковой системой. У Google есть такие онлайн-продукты как почтовый сервис Gmail, социальная сеть Google+ (закрыт 2 апреля 2019 года). У компании есть и настольные продукты, такие как браузер Google Chrome, программа для работы с фотографиями Picasa (закрыта с 1 мая 2016 года, на смену пришёл сервис Google Фото) и программа мгновенного обмена сообщениями Hangouts. Кроме того, Google ведёт разработку мобильной операционной системы Android, используемой на большом количестве смартфонов, а также операционной системы Google Chrome OS и устройства Google Glass.
По данным Alexa, основной сайт Google — google.com — является самым посещаемым сайтом Интернета, а многочисленные международные сайты Google (google.co.in, google.co.uk и т. д.) входят в первую сотню по посещаемости, как и несколько других сайтов сервисов Google — YouTube, Blogger и Orkut. В мае 2011 года количество уникальных посетителей сайтов Google за месяц впервые превысило 1 миллиард человек.

## История

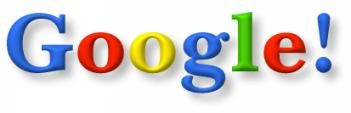
Логотип Google с 4 сентября 1998 года по 30 мая 1999 года

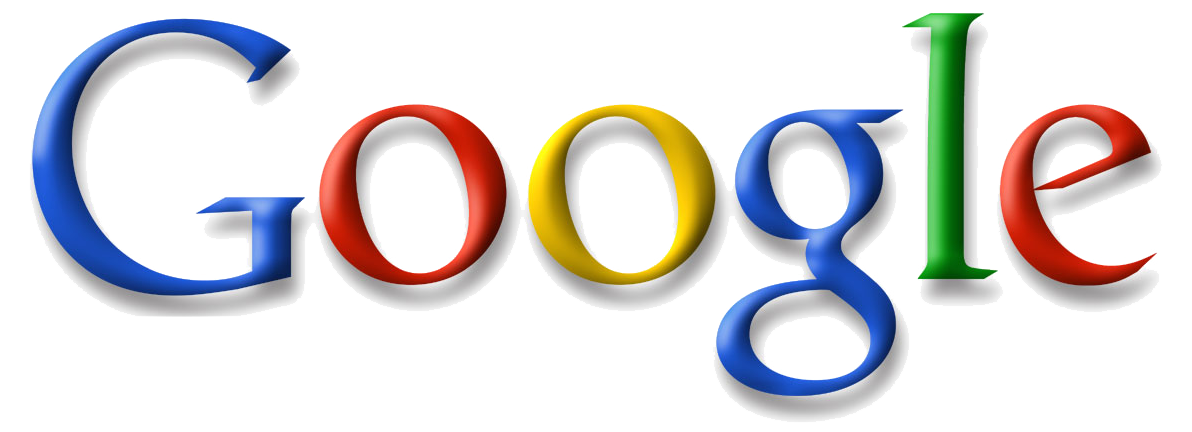
Логотип Google с 31 мая 1999 года по 5 мая 2010 года

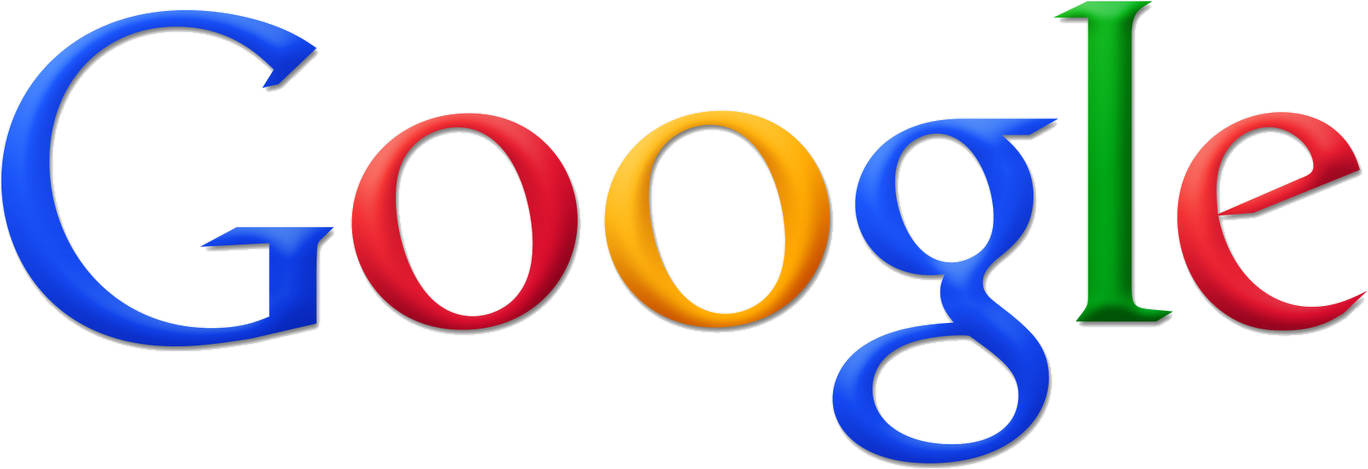
Логотип Google с 6 мая 2010 года по 18 сентября 2013 года

Логотип Google с 19 сентября 2013 года по 31 августа 2015 года

Логотип Google с 1 сентября 2015 года

Поисковая система Google появилась в январе 1996 года как научно-исследовательский проект двоих студентов — Ларри Пейджа и Сергея Брина, которые тогда учились в Стэнфордском университете в Калифорнии.
Хотя обычные поисковые системы в те времена сортировали поисковую выдачу по тому, сколько раз искомые термины упоминались на странице, Пейдж и Брин размышляли над лучшей системой, которая анализировала бы отношения между сайтами. Они назвали эту новую технологию PageRank, актуальность сайта в ней определяется количеством и важностью страниц, которые ссылаются на сайт. К этому времени уже существовала небольшая поисковая система RankDex от IDD Information Services, разработанная Робином Ли, которая с 1996 года уже изучала аналогичную стратегию для ранжирования страниц (технология RankDex была запатентована и использована в дальнейшем, когда Ли основал Baidu в Китае).
Пейдж и Брин изначально назвали свою поисковую систему BackRub, потому что система проверяла обратные ссылки для оценки важности сайта.
В конце концов они изменили название на Google — ошибочное написание слова «гугол» (англ. googol). Ошибка была допущена при поиске слова в реестре доменных имён. Получившееся название пришлось по душе основателям. К тому же домен google.com (в отличие от googol.com) оказался свободен. Один из основателей Sun Microsystems — Андреас Бехтольсхайм после представления Брином возможностей поисковика выписал чек на сумму 100 тысяч долларов на имя ещё не существующей компании Google Incorporated — именно так инвестор со слуха записал название поисковой системы. Чтобы получить деньги в банке, необходимо было именно под этим названием зарегистрировать фирму, что и было сделано позднее 4 сентября 1998 года. Уставной капитал был заявлен в 1 миллион долларов.
Гугол — это число, состоящее из единицы и ста нулей — 1×10100. Позднее в рекламной кампании было заявлено, что оно было выбрано, чтобы показать, что поисковая система хочет обеспечить людей большим количеством информации. Первоначально Google работала на сайте Стэнфордского университета и имела домен google.stanford.edu. Доменное имя для Google было зарегистрировано 15 сентября 1997 года, а компания была зарегистрирована 4 сентября 1998 года. Она была расположена в гараже подруги основателей (Сьюзен Воджиски) в Менло-Парке (штат Калифорния). Крейг Сильверстейн, их однокурсник, был нанят в качестве первого сотрудника.

### Финансирование и первичное публичное предложение

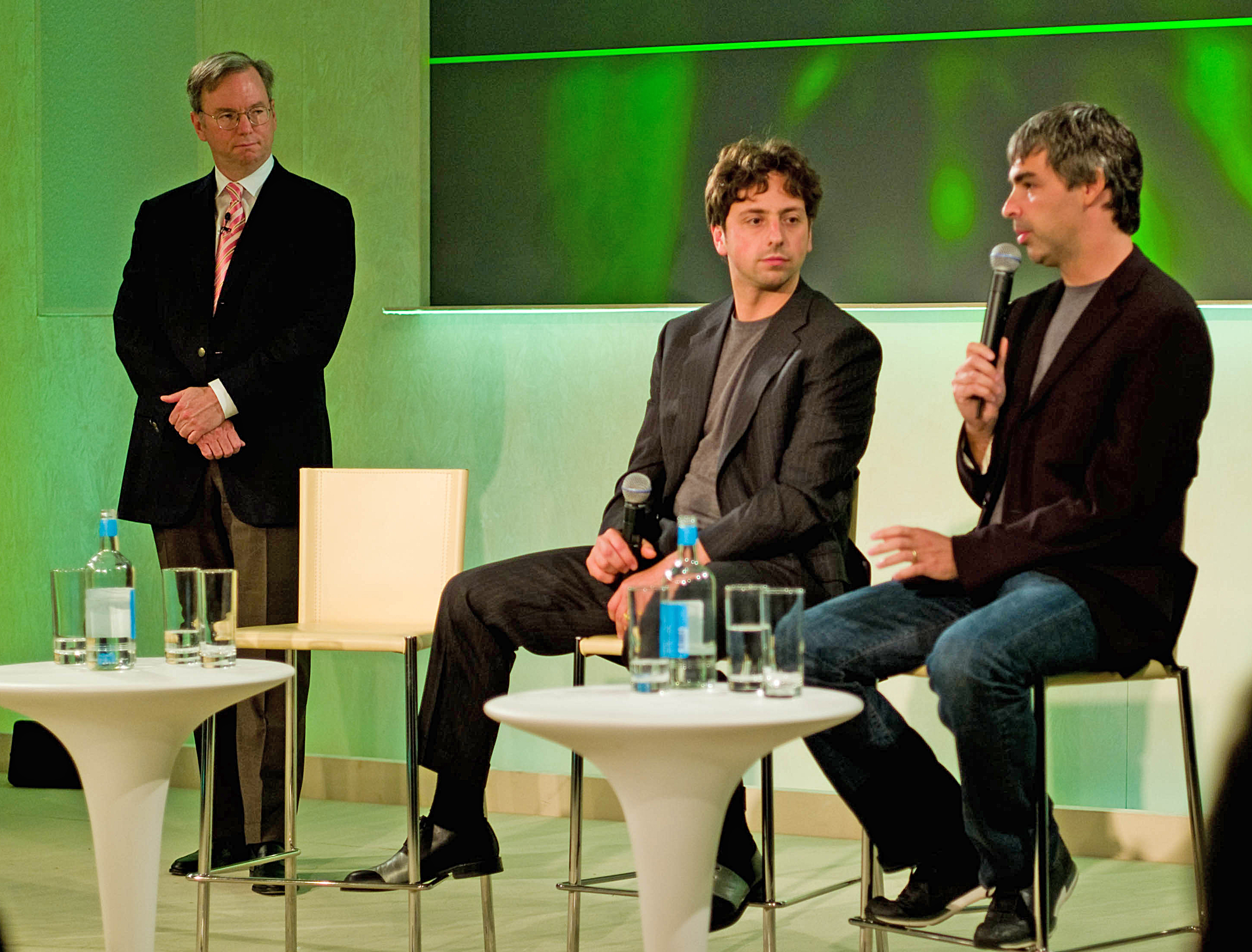
Эрик Шмидт, Сергей Брин, Ларри Пейдж

Первым финансированием для Google были 100 тысяч долларов от Энди Бехтольшейма, одного из основателей «Sun Microsystems», полученные в августе 1998 года ещё до регистрации компании. В начале 1999 года, будучи ещё аспирантами, Брин и Пейдж решили, что их поисковая система слишком сильно отвлекает их от учёбы. Они предложили главе «Excite» Джорджу Беллу купить её за миллион долларов, но он отверг предложение. 7 июня 1999 года было объявлено о раунде финансирования в размере 25 миллионов долларов с такими крупными инвесторами, как венчурные компании «Kleiner Perkins» «Caufield & Byers» и «Sequoia Capital».
Первичное публичное предложение (IPO) Google состоялось пять лет спустя, 19 августа 2004 года. Компания предложила 19 605 052 акций по цене 85 долларов за акцию. Акции были проданы через онлайн-аукцион уникального формата, организованный андеррайтерами сделки «Morgan Stanley» и «Credit Suisse» Выручка от IPO в 1,67 миллиарда долларов означала, что рыночная капитализация «Google» составила более 23 миллиардов долларов. Подавляющее большинство из 271 млн акций остались под контролем «Google», и многие сотрудники «Google» мгновенно стали миллионерами — владельцами ценных бумаг. Компания «Yahoo!», конкурент «Google», также получила выгоду, поскольку владела 8,4 млн акций «Google» до проведения IPO.
31 октября 2007 года стоимость акций достигла 700 долларов, в первую очередь из-за большого объёма продаж и размеров доходов на рынке онлайн-рекламы. В настоящее время компания указывается на бирже NASDAQ под тикером GOOG и на Франкфуртской фондовой бирже под тикером GGQ1.
12 февраля 2014 года капитализация компании достигла 400 миллиардов долларов.

### Рост
В марте 1999 года компания переехала в Пало-Альто (штат Калифорния) — город, в котором размещены штаб-квартиры нескольких других известных технологических стартапов Кремниевой долины. В следующем году, вопреки изначальной позиции Пейджа и Брина против финансируемой рекламой поисковой системы, Google начала продавать рекламу, связанную с поиском ключевых слов. В целях соответствия минималистичному дизайну объявления были исключительно текстовыми.
В 2001 году «Google» получила патент, описывающий механизм PageRank. Патент был официально выдан Стэнфордскому университету и указывает Лоуренса Пейджа как изобретателя. В 2003 году компания арендовала свой нынешний офисный комплекс у «Silicon Graphics» в Маунтин-Вью (штат Калифорния). Комплекс с тех пор стал известен как Googleplex. Три года спустя «Google» купила собственность у «SGI» за 319 миллионов долларов. К этому времени название Google вошло в бытовую речь, в результате чего глагол «google» был добавлен в академический словарь Merriam-Webster и Оксфордский словарь английского языка со значением «использовать поисковую систему Google, чтобы найти информацию в Интернете».

### Приобретения и партнёрства
С 2001 года Google приобрела много компаний, ориентируясь в основном на небольшие венчурные компании. В 2004 году Google приобрела Keyhole, Inc. Этот стартап разработал продукт под названием Earth Viewer, в котором были размещены спутниковые фотографии земной поверхности. Google переименовала сервис в «Google Планета Земля» в 2005 году. Два года спустя Google купила видеохостинг YouTube за 1,65 млрд долл. 13 апреля 2007 года Google приобрела одного из пионеров интернет-рекламы компанию DoubleClick за 3,1 млрд долл., что дало Google ценные связи, которые были у DoubleClick с веб-издателями и рекламными агентствами. Позднее в том же году Google приобрела GrandCentral за 50 млн долларов. Этот сервис стал основой для Google Voice. 5 августа 2009 года Google купила первую для себя публичную компанию — производителя программного обеспечения для видео On2 Technologies за 106,5 млн долларов. Google также приобрела социальную поисковую сеть Aardvark за 50 млн долларов. В апреле 2010 года Google приобрела стартап Agnilux.
В дополнение к многочисленным приобретённым компаниям, Google сотрудничала с другими организациями для самых разных целей: от исследований до рекламы. В 2005 году Google сотрудничала с Исследовательским центром Эймса (отделение НАСА) для постройки 93 тысяч м² офисов. Офисы были предназначены для исследовательских проектов, связанных с управлением данными больших объёмов, нанотехнологиями, распределёнными вычислениями и предпринимательской космической отраслью. В октябре 2005 года компания Google заключила партнёрское соглашение с Sun Microsystems. Кроме того, компания сотрудничала с AOL для взаимного улучшения сервисов поиска видео. В том же году Google наряду с другими компаниями, в том числе Microsoft, Nokia и Ericsson, также финансировала новый домен верхнего уровня .mobi. Google позже запустила Adsense для мобильных устройств, используя преимущества развивающегося рынка мобильной рекламы. В 2006 году Google и Fox Interactive Media подписали соглашение о предоставлении поиска и рекламы в социальной сети Myspace.
В 2008 году Google совместно с GeoEye запустила спутник для обеспечения Google Earth изображениями с высоким разрешением. Спутник был запущен с авиабазы Ванденберг 6 сентября 2008 года. В том же году Google в рамках партнёрства с журналом Life разместила у себя архив его фотографий. Некоторые из изображений в архиве никогда не публиковались в журнале.
В 2010 году Google Energy совершила свою первую инвестицию в проект освоения возобновляемых источников энергии, вложив 38,8 млн долл. в две ветровые электростанции в Северной Дакоте. Компания объявила, что они будут генерировать 169,5 мегаватт энергии, что достаточно для снабжения 55 тысяч домов. NextEra Energy Resources, разработавшая электростанции, продала Google 20 % доли в проекте, чтобы получить финансирование для его развития. Также, в 2010 году Google приобрела норвежскую компанию Global IP Solutions — разработчика сервиса веб-телеконференции. В том же году Google завершила сделку по приобретению сети мобильных объявлений AdMob. В июле 2010 года Google заключила соглашение с ветровой электростанцией Айовы о покупке 114 мегаватт энергии на 20 лет.
В августе 2011 года было объявлено о достижении соглашения о поглощении Google компании Motorola Mobility (одной из двух независимых компаний, образовавшихся при разделении Motorola), занимающейся выпуском мобильных телефонов. Стоимость сделки — 12,5 млрд долларов. 22 мая 2012 года сделка была завершена. Google приобрёл Motorola Mobility, сменив CEO.
В 2018 году компания Google приобрела часть компании HTC. Стоимость сделки — 1,1 млрд долларов. С момента заключения сделки более двух тысяч инженеров HTC будут разрабатывать гаджеты Google, включая смартфоны Google Pixel.
В 2021 году Google закрыл футуристический Project Loon. Это была попытка обеспечить труднодоступные районы планеты интернетом с помощью воздушных шаров. Он просуществовал восемь лет, не раз оказывался на первых полосах технологической (и не только) прессы, принёс некоторое количество открытий, но в итоге компания признала: экономика не сходится.
В сентябре 2024 года появилась информация о приобретении Google лицензии на технологии Character.AI. Соглашение также включает в себя возвращение в компанию основателя стартапа Ноама Шазира, ушедшего из неё в 2021 году.
18 марта 2025 года холдинговая компания Alphabet, управляющая компанией Google, подписала окончательное соглашение о приобретении стартапа Wiz за $32 млрд, завершить сделку планируется в 2026 году.

## Руководство
В июле 2001 года, по приглашению основателей компании, должности председателя совета директоров и главного исполнительного директора Google занял Эрик Шмидт.
4 апреля 2011 года главным исполнительным директором стал Ларри Пейдж. Эрик Шмидт остался председателем совета директоров компании Google.
По состоянию на 20 июня 2010 года, Пейджу, Брину и Эрику Шмидту принадлежало примерно 91 % акций класса B, которые в совокупности предоставляют своим держателям 68 % голосов. Триумвират оказывает решающее влияние в решении всех вопросов, относящихся к компетенции акционеров.
В августе 2015 года, в результате реорганизации компании и создания холдинга Alphabet Inc., должность генерального директора Google занял Сундар Пичаи.

## Корпоративная культура
В 2013 году Google в четвёртый раз возглавила список 100 лучших работодателей США, который ежегодно публикует Fortune.
В Google действовала программа «20 процентов», в рамках которой инженеры могут тратить 20 % рабочего времени на проекты, которые не входят в их рабочие обязанности.

### Наём персонала
При приёме новых сотрудников среди прочего оценивается их способность работать в условиях существующей корпоративной культуры, в частности в плоской организационной структуре и быстро меняющемся окружении. Успешный кандидат должен обладать талантом, креативностью и страстностью, быть этичным, открытым и уметь произвести впечатление и без делового костюма.
Миллионы поданных онлайн резюме сначала обрабатываются автоматически, выявляя тех, кто потенциально может подойти компании.
Стремясь привлечь таланты, компания проводит среди студентов колледжей турнир Google Code Jam. На этом турнире программисты соревнуются в решении задач на время. 15 финалистов приглашают в штаб-квартиру Google на финальный раунд.
В январе 2018 года бывший технический специалист Джеймс Деймор подал исковую жалобу в суд, обвинив компанию Google в дискриминации сотрудников по принципу цвета кожи и политических взглядов. Сам Джеймс Деймор был уволен после заявления о неравенстве полов.

### Проект «Кислород»
Google в течение двух лет проводила масштабное исследование, получившее название «Проект „Кислород“», целью которого было разработать собственную модель хорошего руководителя. В результате в марте 2011 года были опубликованы следующие важнейшие качества хорошего руководителя по версии Google:
- Он хороший тренер.
- Он доверяет команде, расширяет зону ответственности подчинённых и никогда не занимается микроменеджментом.
- Заинтересован в успехах членов команды, интересуется делами сотрудников и их личными делами.
- Помогает сотрудникам строить карьеру.
- Имеет чёткий план развития команды, видит стратегию.
- Владеет профильными навыками и знаниями — при необходимости должен помочь своим сотрудникам, дать совет, высказать экспертное мнение и т. д.[97]

## Сервисы и инструменты

### Поисковая система
Поисковая система Google занимает более 60 % мирового рынка. Ежедневно она регистрирует около 50 млн поисковых запросов и индексирует более 8 млрд веб-страниц. Google может находить информацию на 191 языке (на 2 декабря 2009).
Интерфейс Google содержит довольно сложный язык запросов, позволяющий ограничить область поиска отдельными доменами, языками, типами файлов и т. д. Например, поиск «intitle:Google site: wikipedia.org» даст все статьи Википедии на всех языках, в заголовке которых встречается слово Google.

### Другие сервисы
Кроме поисковой системы, Google предоставляет много других сервисов, в частности Gmail и Hangouts. Самым популярным у сторонних создателей приложений стал сервис «Google Карты». Именно этот сервис лидирует в качестве основы интегрированных приложений (англ. mashups). В то время как Google взимает плату за доступ к своим сервисам через API, для Google Карт предусмотрено бесплатное обслуживание, если сайт гибридного приложения общедоступен и не берёт плату за услуги, в основе которых лежат Google Карты. Корпоративные пользователи могут использовать этот сервис в своих интранетах или коммерческих приложениях платно.
В рамках прочих сервисов Google, в частности Google Search, можно иметь доступ к данным Google через открытый API, но при условии платы за каждые 1000 обращений к серверам Google.
В 2005 году после покупки Google компании Urchin Software Corporation была фактически основана широко распространённая в мире система веб-аналитики Google Analytics.
28 июня 2007 года Google возобновил сервис «Вопросы и Ответы». Россия стала первой страной в мире, где Google запустил свою версию подобного сервиса.
8 апреля 2008 года Google представил свою новую платформу для масштабируемых веб-приложений — Google App Engine. До этого момента множество технических аналитиков прогнозировали, что Google со временем выйдет на этот рынок, вслед за такими гигантами, как Amazon.com.
1 октября 2012 года Google представил бесплатный инструмент для маркетологов — Google Tag Manager. С помощью него можно добавлять теги на сайт без редактирования кода.
В 2014 году компания зарегистрировала домен .google — брендовый домен верхнего уровня (TLD), используемый в DNS в Интернете. Он примечателен как один из первых общих доменов верхнего уровня, связанных с определённым брендом. Компания планировала переместить ряд продуктов и доменов Alphabet в Google. Кроме того, Google также владеет TLD .goog (для таких сайтов, как https://partneradvantage.goog и https://pki.goog ) и .gle (для сокращённых URL-адресов, таких как goo.gle и forms.gle).
В 2015 году компания Google начала тестирование интерактивных билбордов на улицах Лондона. Виды рекламных материалов, показываемых на билбордах, зависят от множества факторов: от текущей погоды, от текущих локальных событий, от сведений о пробках, от текущих поисковых запросов и т.д.
В марте 2016 года Google анонсировала выпуск Google Analytics 360 Suite, включавшем в себя ряд инструментов, таких как Data Studio и Google Optimize. В мае 2016 года Google Data Studio была представлена как бесплатный самостоятельный сервис визуализации данных и отчётов.
В мае 2016 года был презентован новый «умный» мессенджер Allo. Благодаря встроенному в Allo помощнику Google Assistant компания получает все пересылаемые в чате тексты, позволяет запускать интернет-поиск из чата и предлагает пользователям поисковые запросы, компании и услуги, релевантные теме беседы. Функция Умный Ответ предлагает варианты быстрого ответа, используя сохранённую на серверах базу предыдущих сообщений пользователя. Разработчики позаботились о том, чтобы мессенджер был защищён от хакерского взлома со стороны иных предприятий и частных лиц. В сентябре 2016 года на конференции SMX East 2016 Google представили бесплатную версию Google Optimize 360.
5 декабря 2018 года Google заявила, что в марте 2019 года закроет мессенджер Allo.
В апреле 2019 года компания выпустила теперь уже для iOS приложение Google Fit для отслеживания физической активности.
19 ноября 2019 года в 30 странах мира стал доступен облачный игровой потоковый сервис Google Stadia, ранее известный под названием Project Stream. Игры сервиса доступны для различных устройств: ноутбуков, настольных компьютеров, телевизоров, планшетов и телефонов.
В феврале 2023 года Google анонсировал собственный чат-бот с искусственным интеллектом Bard, призванный конкурировать с набравшим огромную популярность ChatGPT. В феврале 2024 года он был переименован в Gemini по названию языковой модели, на которой нейросеть работает c декабря 2023 года.

## Благотворительность
В 2004 году Google создала некоммерческое благотворительное ответвление — Google.org (Google Foundation), со стартовым капиталом около 1 млрд долл. Основными направлениями деятельности этой организации являются информирование общества и способствование решению проблем в областях изменения климата, глобального здравоохранения и нищеты. Одним из первых его проектов являются работы в области гибридных и электрических транспортных средств.
В 2007 году Google стала спонсором и активным участником нескольких гей-парадов в Сан-Франциско, Нью-Йорке, Дублине и Мадриде.
В 2008 году Google представила «проект 10^100», в котором все желающие могут предложить идеи, а потом совместно выбрать ту, которая изменит мир и поможет как можно большему количеству людей. На момент начала голосования было предложено более 150 тысяч идей от людей из 170 стран. В голосовании приняли участие 16 групп идей, из которых было выбрано до 5, на помощь в реализации которых Google выделил 10 млн долларов.
В феврале 2010 года компания Google пожертвовала 2 млн долларов на поддержку Википедии. Деньги направлены Фонду Викимедиа. Полученные деньги фонд направил на эксплуатационные расходы, включая инвестиции в техническую инфраструктуру, и на развитие и поддержку энциклопедии.
22 января 2019 года стало известно, что корпорация Google пожертвовала 2 млн долларов фонду Wikimedia Endowment и 1,1 млн долларов в Wikimedia Foundation, а также подарила доступ к API Переводчика Google через инструмент перевода контента. Об этом сообщил Бен Гомес, вице-президент Google по поиску и новостям, в официальном блоге компании. Общая сумма поддержки проекта «Википедия» от компании Google составит более 7,5 млн долларов.

## Факты
- Вид мадагаскарских муравьёв Proceratium google был назван в честь сервиса Google Earth, который помог открывателю в его исследованиях.
- Доля плагиата в общем объёме дипломных работ и диссертаций, которые защищаются в университетах Западной Европы, достигает 30 %. Эту цифру приводит в своём исследовании «Синдром копирования Google» (англ. Google Copy‑Paste Syndrome) австрийский учёный Штефан Вебер. Этот феномен он определяет как «безмозглую текстовую культуру» (англ. text culture without brains)[123][124].
- В 2021 году Управляющий директор «Google Россия» Соловьёва Юлия Дмитриевна заняла второе место в рейтинге высших руководителей в категории «Информационные технологии» по версии ИД «Коммерсантъ»[125].

### Неологизм «гуглить»
Из-за популярности поисковой системы в английском языке появился неологизм to google или to Google (аналог в русском компьютерном сленге — гуглить), использующийся для обозначения поиска информации в Интернете с помощью Google. Именно с таким определением глагол занесён в наиболее авторитетные словари английского языка — Оксфордский словарь английского языка и Merriam-Webster, хотя в других источниках приводятся примеры его использования для обозначения поиска вообще чего-либо в Интернете.
Первым, кто использовал слово как глагол, был сам Ларри Пейдж, 8 июля 1998 года подписавший одно из своих сообщений для списка рассылки: «Have fun and keep googling!». Американское диалектическое сообщество назвало глагол «to google» словом десятилетия.
Опасаясь возможной утраты товарного знака, Google не одобряет использование глагола google, особенно когда подразумевается поиск в Интернете вообще. Например, 23 февраля 2003 года компания направила письмо — «требование прекратить и воздерживаться (англ. Cease and desist)» Полу МакФедрису, основателю Word Spy — сайта, отслеживающего неологизмы. Также в своей статье в «Вашингтон пост» Фрэнк Арэнс рассматривал письмо, полученное от юристов Google, иллюстрирующее «правильное» и «неправильное» употребление глагола google. В ответе на эту статью лексикографы словаря Merriam-Webster заметили, что записали глагол to google со строчной буквы, но для обозначения поисковой системы Google употребили заглавную букву (англ. to use the Google search engine to seek online information — пользоваться Google для поиска информации в Интернете). В 2006 году Google выпустил публичное заявление с требованием «использовать слова, образованные от Google, только когда речь идёт о Google Inc. или его сервисах».

## Критика

### Нарушение права на неприкосновенность частной жизни
Впервые проблемы в связи с нарушением прав человека у Google начались в 2005 году. При создании карт Google Earth были использованы изображения крыши американского Белого дома, что представляет угрозу для национальной безопасности Соединённых Штатов. Американская общественность была глубоко возмущена тем, что потенциальные террористы получили шанс детально рассмотреть системы защиты Белого дома, расположенные на крыше.
Следующим громким скандалом, связанным с Google, стал иск против этой компании американской семьи Боринг из штата Пенсильвания. В 2008 году чета Боринг обвинила компанию Google в нарушении неприкосновенности их частной жизни. При создании общемировых городских виртуальных карт Google Street View были использованы изображения дома и бассейна супружеской пары. Боринги незамедлительно подали в суд и потребовали от Google 25 тысяч долларов в качестве компенсации за причинённый моральный ущерб. Однако их первый иск не был удовлетворён. Тем не менее, судебные тяжбы были продолжены, и по решению суда в 2010 году Боринги получили от компании компенсацию в размере 1 доллара. Однако представители Google заявили: «К сожалению, абсолютной конфиденциальности в современном мире не существует, ведь имеются изображения со спутников, которые снимают всё, не обращая внимания на знаки „частная территория“». Тем не менее, специалисты компании могут убрать изображения со своего сервера, если их попросить об этом в частном порядке.
Против Google также выступил Американский Национальный Юридический и Политический Центр (NLPC). В качестве доказательства нарушения сервисом частных прав члены центра предоставили информацию об одном из руководителей Google, собранную при помощи сервисов компании менее чем за полчаса — изображения его дома, номера машин, припаркованных возле него, название фирмы, занимающейся благоустройством его территории и даже название охранной фирмы, клиентами которой являются его соседи.
В связи с большим количеством претензий в отношении компании Эрик Шмидт в 2009 заявил: «Если вы не хотите, чтобы кто-то узнал о вас лишнюю информацию, то в первую очередь, не делайте ничего предосудительного. […] На самом деле поисковые серверы, включая Google, сохраняют эту информацию какое-то время. Мы все подчиняемся властям Соединённых Штатов, поэтому возможна такая ситуация, при которой нам придётся раскрыть информацию представителям власти».
В 2010 году большой общественный резонанс получил новый скандал, связанный с Google. Стало известно, что во время работы над сервисом Street View компания сканировала IP адреса и пароли граждан. Во время съёмок улиц и площадей разных городов со специальных автомобилей, оборудованных видеокамерами, специалисты Google также занимались сканированием сигнала беспроводных сетей Wi-Fi. В результате компания получила пароли и другую информацию конфиденциального характера, необходимую для входа в электронную почту частных и юридических лиц. Представители Google согласились с тем, что они допустили большую ошибку, нарушив таким образом право на неприкосновенность частной жизни, и принесли свои извинения. Однако они заявили, что они не знали о проблеме до того, как власти Германии не обратились к ним с претензиями в этом отношении. Специалисты Google заверили, что полученная информация частного характера не была использована в поисковом сервере.
Летом 2013 года благодаря бывшему сотруднику американских спецслужб Эдварду Сноудену стало известно о том, что американское правительство платило Google, Yahoo!, Microsoft и Facebook миллионы долларов за раскрытие информации об интернет-пользователях (в рамках программы PRISM). Расходы, согласно документам, были покрыты подразделением Агентства национальной безопасности, известным как Отдел по работе со специальными источниками. В ответ на это главный юрист Google Дэвид Драммонд опубликовал в блоге компании открытое письмо, адресованное генпрокурору США и директору ФБР, в котором просил разрешить обнародовать в регулярном отчёте о прозрачности подробную информацию о правительственных запросах, в том числе о запросах, основанных на Законе о надзоре за деятельностью иностранных спецслужб (FISA). По утверждению Драммонда, ответы на эти запросы не обеспечивали правительству США прямого доступа к данным пользователей.
В настоящее время компанию Google серьёзно критикуют за нарушения прав человека, связанные с реализацией проекта Google Glass. Ношение очков Google уже запрещено в американских кинотеатрах, казино и стрип-клубах. Их владельцы опасаются, что посетители в таких очках будут записывать происходящее на видео. Кроме того, решение о запрете очков в скором времени[когда?]

 могут принять американские банки и дирекции парков. Представители Google пока не комментируют эту ситуацию.
5 августа 2014 года компания Google сообщила правоохранительным органам США о хранении одним из пользователей дочернего почтового сервиса Gmail фотографий детей порнографического содержания, после чего пользователь был арестован.

### Участие в делах иностранных государств
Некоторые специалисты Google приняли участие в событиях Арабской весны, выступая за демократические ценности и защиту прав человека. Так, директор по маркетингу Google на Ближнем Востоке и в Северной Африке Ваиль Гоним выступал за свержение режима Хосни Мубарака в Египте во время беспорядков в стране в 2011 году. Он создал страницу в социальной сети Facebook, где осуждалось насилие над гражданами Египта со стороны власти и происходила координация действий демонстрантов. Гоним охарактеризовал египетское протестное движение как «Facebook revolution» и отметил, что интернет играл в ней чрезвычайно важную роль.
Кроме того, вскоре после событий Арабской весны представители Google заявили, что работают над облегчением доступа к информации и продуктам компании на Ближнем Востоке и в Северной Африке. В связи с этим целью американской компании является обеспечение доступа к ещё большему числу своих продуктов на арабском языке. За 2011 год компания запустила версию Google Voice и Google+ на арабском и представила в Google Art Project два музея, расположенных в Катаре: (Музей исламского искусства и Арабский музей современного искусства Матхаф), а в 2012 году пригласила президента Туниса выступить посредством сервиса видеовещания Google+ Hangout On Air. У компании Google есть также серьёзные претензии к руководству Китая в связи с попытками ограничить доступ китайских граждан к информации в интернете.

### Цензура в компании
Председатель совета директоров холдинга Alphabet Эрик Шмидт заявил, что входящая в холдинг компания Google работает над тем, чтобы понизить ранжирование государственных новостных порталов RT и Sputnik в подборке новостей. Заместитель председателя комитета Госдумы по информационной политике, информационным технологиям и связи Андрей Свинцов назвал такие действия «изоляцией», «форматом давления на каналы и агентства, который позволит при введении поискового запроса по той или иной тематике не видеть <российские> средства массовой информации», и «мощнейшим ударом по Sputnik и RT, <…> ещё более серьёзным <…>, чем запрет на коммерциализацию».
Россия при этом активно пользуется механизмами Google по цензурированию поисковой выдачи; российские власти являются мировыми лидерами по числу запросов на удаление контента. По данным занимающейся кибербезопасностью компании Surfshark, с 2013 по 2022 года на долю России пришлось 61 % запросов на удаление как нарушающей авторские права информации, так и того контента, который российская цензура посчитала неприемлемым.

### Санкции Европейской комиссии
28 сентября 2017 года Европейская комиссия наложила штраф на компанию Google суммой в €2,42 млрд за искажение результатов поиска через Google Search в пользу собственного расширения Shopping. В сообщении Еврокомиссии сказано, что для повышения числа клиентов сервиса от Google, рейтинги конкурентных платформ намеренно занижались, вследствие чего их предложения по товарам не выдавались на первой странице поиска. Антимонопольное расследование ЕК показало, что предложения основных конкурентов Google выдавались на четвёртой странице и дальше, что существенно позволяло компании повышать популярность собственного сервиса.
18 июля 2018 года ЕК вновь оштрафовала Google на 4,35 млрд евро в рамках антимонопольного расследования по обвинениям в злоупотреблении компанией своим доминирующим положением на рынке интернет-поисковиков, ограничивая работу производителей устройств на базе ОС Android. В сообщении ЕК говорится, что Google нелегально регулировала работу мобильных компаний с 2011 года, а расследование касалось трёх видов ограничений в отношении сотовых операторов и производителей гаджетов на Android. Во-первых, Google требовала от производителей предустанавливать на все телефоны с Android поисковик Google Search и браузер Chrome, чтобы те имели возможность получить лицензию на доступ к магазину приложений Play Store. Во-вторых, Google Inc. давала взятки крупным производителям и сетевым операторам, чтобы на смартфоне перед продажей был предустановлен только браузер и поисковик компании. В-третьих, Google запрещала разрабатывать и продавать устройства, работающие на альтернативных версиях Android (его ответвления или forks). Еврокомиссия обязала Google в течение 90 дней отказаться от подобной деятельности по отношению к разработчикам устройств и приложений на операционной системе Android, а в случае неисполнения пригрозила новыми санкциями и штрафами. Данное событие для европейских ведомств стало самым крупным антимонопольным взысканием с одной компании по вопросам конкуренции.

### Иск Министерства юстиции США
20 октября 2020 года Минюст США и генпрокуроры 11 штатов подали иск против компании за незаконную монополизацию рынка поисковых систем и поисковой рекламы. 12 сентября 2023 года суд начал рассмотрение антимонопольного иска к Google.
В рамках расследования было раскрыто, что в 2021 году Google заплатила в сумме 26 млрд долларов разным компаниям за место своей поисковой системы по умолчанию в браузерах и мобильных устройствах.

### Штрафы
13 июля 2021 года французский орган по защите конкуренции опубликовал решение о наложении на компанию Google штрафа в размере 500 миллионов евро за игнорирование судебных актов в части переговоров с издателями прессы и вознаграждений редакторам.

#### в России
24 декабря 2021 года, за неудаление запрещённой информации по заявлению Роскомнадзора, суд Российской Федерации оштрафовал компанию Google на сумму 7,221 миллиардов рублей. В мае 2022 года, с учётом исполнительского сбора, служба судебных приставов взыскала по данному производству 7,7 миллиардов рублей, а в июне того же года российское юрлицо Google ООО «Гугл» подало заявление о банкротстве. В рамках процедуры банкротства, ещё 885 российских компаний предъявили иски к Google, при том что компания имеет неоплаченные штрафы на сумму 19,6 миллиардов рублей.
11 мая 2023 года российский суд наложил на компанию Google штраф в размере 3 миллионов рублей за отказ удалить с YouTube видео, которые были классифицированы как содержащие пропаганду ЛГБТ, запрещённую российским законом. Подчёркивалось, что российская дочерняя компания Google уже подала заявление о банкротстве после крупного штрафа, наложенного в конце 2021 года.
В июне 2023 года Судебные приставы РФ сняли все деньги (более 10 млрд рублей) со счетов российского подразделения Google. В этом же месяце мировой суд Пресненского района Москвы оштрафовал Google на 4 млрд рублей в связи с неуплатой назначенного в июле прошлого года Федеральной антимонопольной службой штрафа в размере 2 млрд рублей из-за «злоупотребления доминирующим положением» YouTube на рынке.
20 декабря 2023 года российский судья Антисом Марцепан оштрафовал компанию Google на 4,6 млн рублей за неудаление информации, признанной фейковой. Уточнялась, что речь шла о конфликте на Украине и распространении информации, признанной пропагандой ЛГБТ.
В октябре 2024 года сумма наложенных российскими властями на компанию Google штрафов, с учётом постоянно растущей неустойки, достигла двух ундециллионов (2х1036) рублей.